# John Clements
Sir John Selby Clements CBE (* 25. April 1910 in London; † 6. April 1988 in Brighton) war ein britischer Schauspieler, Theaterregisseur sowie Film- und Theaterproduzent.

## Leben
John Clements war ein erfolgreicher Bühnenschauspieler, der in London zeitweise sogar ein eigenes Theater führte und immer wieder Leitungsaufgaben im Theaterbereich übernahm. Als Filmschauspieler trat er ab dem Jahr 1934 auf. Auch international den größten Erfolg hatte er mit dem Kriegsfilm Vier Federn (1939). Clements arbeitete öfters mit dem Regisseur und Produzenten Alexander Korda zusammen, setzte aber den Schwerpunkt seiner schauspielerischen Tätigkeit beim Theater und hatte ab Beginn der 50er Jahre nur noch wenige Auftritte im Film. Von 1966 bis 1973 war er Künstlerischer Leiter (Intendant und mehrfach Regisseur) des Chichester Festival Theatre.
In den Adelsstand wurde Clements 1968 erhoben. In zweiter Ehe war er von 1946 bis zu ihrem Tod 1980 mit Kay Hammond, der Tochter des Schauspielers Guy Standing, verheiratet. Durch diese Ehe wurde Clements der Stiefvater des Schauspielers John Standing.

## Filmografie (Auswahl)
- 1935: The Divine Spark
- 1936: Was kommen wird (Things to Come)
- 1936: Rembrandt
- 1937: Tatjana (Knight without Armour)
- 1938: South Riding
- 1939: Vier Federn (The Four Feathers)
- 1940: Convoy
- 1942: Ships with Wings
- 1943: Tomorrow We Live
- 1943: Undercover
- 1945: They Came to a City
- 1949: Train of Events
- 1958: Froschmann Crabb (The Silent Enemy)
- 1963: Fesseln der Seele (The Mind Benders)
- 1969: Oh! What a Lovely War
- 1982: Gandhi